# 도쿠시마성

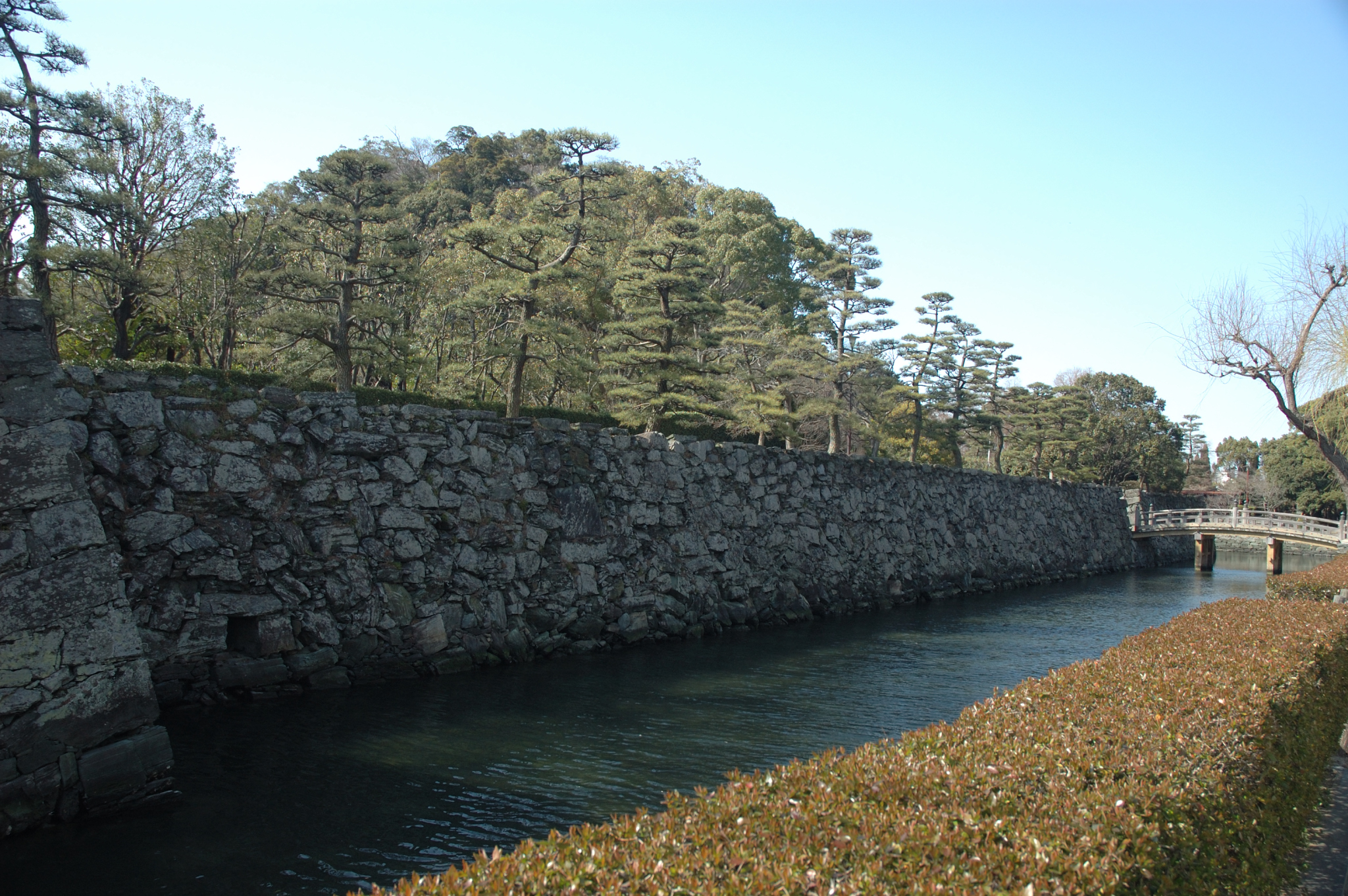
시로야마산과 석벽 및 해자

도쿠시마성(일본어: 徳島城,とくしまじょう 도쿠시마조[*])은 도쿠시마현 도쿠시마시 도쿠시마정에 있는 성이다. 에도 시대 도쿠시마번의 번청으로 사용되었다. 국가 사적으로 지정되었으며, 성안의 정원은 국가 지정 명승지이다.

## 역사
가마쿠라 시대 ~ 무로마치 시대
가마쿠라 시대에는 도미타 장원으로 이요 국 지토인 고노 가문의 지배지였다. 그 후, 무로마치 시대인 1385년 호소카와 요리유키가 시코쿠 지방의 남조 세력을 토벌하였고, 시로야마 산에 작은 성을 축조하였다. 호소카와 요리유키는 이 지역의 풍경을 중국의 웨이수이 강(渭水)와 비견하여 이노쓰(渭津)로 명명하였다. 이후 성은 이노쓰 성(渭津城) 또는 이노야마 성(渭山城)으로 불렸으며 아와 국 슈고 호소카와 가문의 지배를 받게 된다.
센고쿠 시대
센고쿠 시대가 도래하자, 호소카와 가문의 가신 미요시 가문이 실권을 장악하였고, 아와 지역은 미요시 가문의 세력하에 놓이게 된다. 이 무렵인 덴쇼년간 (1558년~1569년) 성주는 모리 다카쓰구로 알려져 있다.
아즈치모모야마 시대 ~ 에도 시대
1582년 도사 국의 조소카베 모토치카가 시코쿠 통일을 위해 이노야마 성을 공격해 함락하였다. 그 후 1584년 조소카베 모토치카는 아와 지역을 완전히 평정하였고, 1585년 드디어 시코쿠 통일을 달성하였다. 하지만, 1585년 도요토미 히데요시의 시코쿠 정벌이 시작되었고, 이노야마 성은 조소카베 가문의 가신 요시다 야스토시가 수비하고 있었다. 이후 시코쿠를 평정한 도요토미 히데요시는 시코쿠 정벌에서 공을 세운 하치스카 이에마사에게 아와 국 18만여석 주였고, 하치스카 이에마사는 이치노미야 성에 입성하였다. 1년뒤 하치스카 이에마사는 새로 완성된 도쿠시마성으로 거처를 옮겼고, 이치노미야 성은 가신 마스다 미야우치에게 맡겼다. 1600년 일어나 세키가하라 전투에서 하치스카 이에마사는 병으로 직접 군을 이끌지 않고 서군에 가세했지만, 장남 하치스카 요시시게가 동군에 가세했기 때문에 전후 도쿠가와 이에야스로부터 소령을 안도받을 수 있었다. 이리하여 도쿠시마번이 성립하였고, 하치스카 요시시게는 초대 번주의 자리에 올랐다. 이후 에도 시대가 끝날 때까지 도쿠시마성은 도쿠시마번의 번청으로 사용되었고, 하치스카 가문의 거처으로 사용되었다.
메이지 시대 이후
- 1869년(메이지 2년) 판적봉환에 따라 도쿠시마성은 폐성되었다.
- 1875년(메이지 8년) 와시노 문을 제외한 천수와 망루등 성안 건물이 철거되었다.
- 1905년(메이지 38년) 러일전쟁 승전을 기념하여 도쿠시마 공원으로 정비하여 일반에 공개하였다.
- 1941년(쇼와 16년) 오모테고텐 정원이 국가 명승지로 지정되었다.
- 1945년(쇼와 20년) 7월 4일 도쿠시마 대공습으로 유일하게 남아있던 와시노 문이 소실되었다.
- 1989년(헤세 원년) 와시노 문이 복원되었고, 도쿠시마성 박물관이 개관하였다.
- 2006년(헤세 18년) 1월 26일 국가 사적으로 지정되었다.
- 같은해 4월 6일 일본 100대 명성에 선정되었다.

## 구조

### 입지

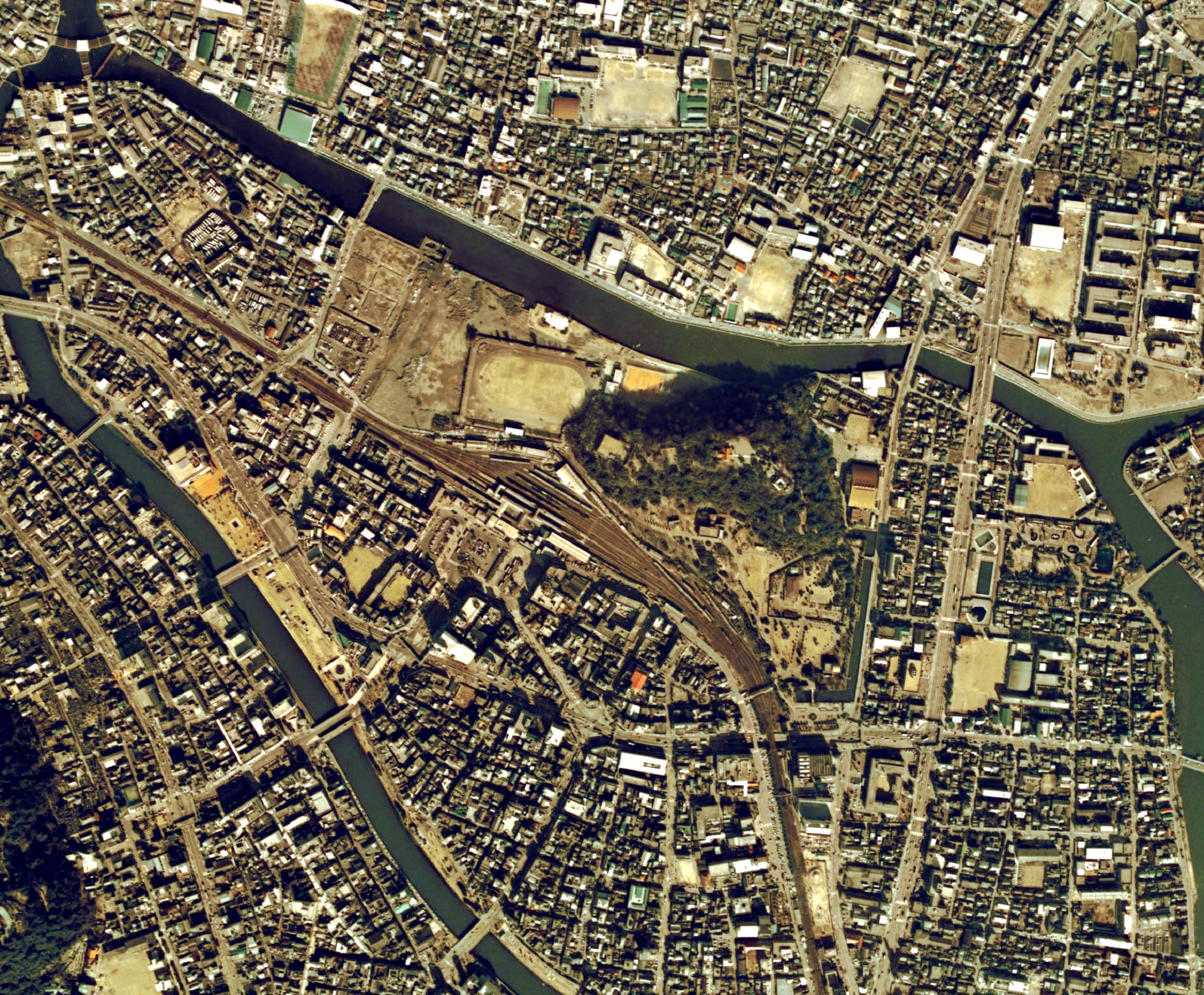
도쿠시마성의 항공사진, 1974년 촬영
〈일본국토교통성〉

도쿠시마성은 도쿠시마 시 중심부에 위치해 있다. 요시노강 하구부근 섬에 위치한 높이 61m 시로야마 산을 중심으로 축조된 제곽식 평산성이다. 시로야마 산 정상부에 혼마루가 위치해 있으며, 그 양 옆으로 히가시니노마루, 니시니노마루가 위치해있다. 니시니노마루 옆에 니시산노마루를 두었다. 그리고, 산 아래 니시산노마루 앞에는 다이묘의 은거처인 니시노마루를 두었고, 히가시니노마루 앞에는 산노마루를 두어 어전과 정원을 조성하였다. 또, 요시노강으로부터 갈라지는 스케토 강, 신마치 강, 데라시마 강을 천연의 해자로 삼았다. 현재 데라시마 강은 매워져 있으며 철로가 놓여있다.

### 부속건물
천수
도쿠시마성이 지어질 당시 혼마루에 천수가 세워졌지만, 겐나년간(1615년~1624년) 소실되었다고 전해진다. 그 뒤 시로야마 산 중턱에 있는 히가시니노마루에 3층망루를 세웠다고 한다.
히가시니노마루의 천수
히가시니노마루에 지어진 천수대용의 3층망루는 주변경관과 성의 방비를 고려하여 지어진 것으로 짐작된다. 1873년 폐성령이 반포되었고, 1875년 철거되었다.
3층3계의 정사각형의 건물로 망루대는 존재하지 않으며 위층으로 갈수록 체감하는 승탑형의 특징을 가지고 있다. 하지만, 외관상으로는 망루형의 특징을 가지고 있다. 외관에는 가라 하후와 이리모야 하후로 장식되었다.
다이코 망루와 쓰키미 망루
다이코 망루와 쓰키미 망루는 성의 오테 문 양옆에 세워진 망루로, 특히 다이코 망루는 3층4계의 망루형식을 한 망루로 천수와 같은 대형 망루였다. 두 망루 최상단에는 난간이 설치되어 있었다.

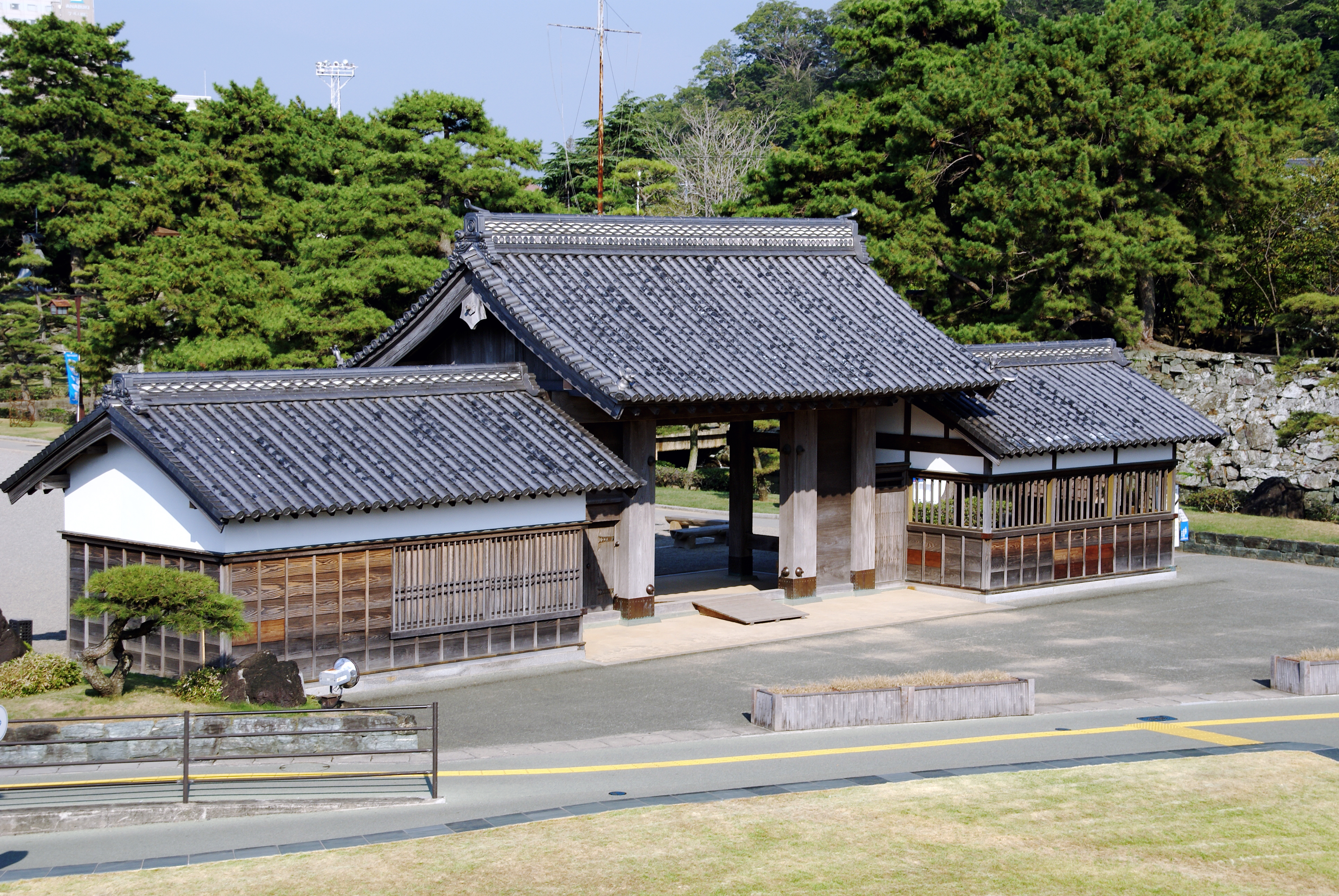
와시노 문
도쿠시마성의 정문으로 야구이 형식으로 된 대형 문이다. 성문의 이름은 막부에 인가를 받기 쉽게하기 위해 독수리 사육소로 신청하여기 때문이다. 덧붙여 와시는 일본어로 독수리를 의미한다. 메이지 시대 폐성령이 반포됨에 따라 성이 철거될 때 유일하게 살아 남았고, 도쿠시마성의 상징이 되어 왔다. 불행히도 1945년 7월 4일 도쿠시마 대공습으로 인해 소실되었다. 이후 1989년 9월 27일 도쿠시마 시제정 100주년을 기념하여 복원하였다. 현재 도쿠시마 중앙공원에 안에 세워져 있다.

## 남아 있는 건조물
현재 성터는 도쿠시마 중앙공원으로 정비되어 있다. 앞서 서술대로 성의 건물은 모두 파각되었고, 유일하게 복원된 와시노 문만 남아 있다. 그 외에 해자와 석벽이 온전히 남아 있어 성의 원형과 규모를 대략 짐작할 수 있다. 혼마루에는 작은 신사가 있으며, 산노마루 어전터에는 도쿠시마성 박물관이 건립되어 있다. 또, 오모테 정원은 오모테고텐 정원으로 잘 보존되어 있다.

## 민속자료
아와오도리
아와오도리는 도쿠시마성이 완공되자, 성주 하치스카 이에마사가 마을 주민에게 "성의 완성을 축하는 뜻에서 맘껏 춤을 추어라"라고 제촉한데서 유래되었다는 설이 있다. 아와오도리는 일본의 백중 기간에 추는 본오도리의 하나이다. 일본 3대 본오도리 중 하나로 손꼽는다. 아와오도리의 노래 구절로는 《踊る阿呆に見る阿呆、同じ阿呆なら踊らな損々…(춤추는 바보에 구경하는 바보, 어차피 바보라면 춤추지 않으면 손해)》로 널리 알려져 있다.

## 관광
교통
- JR 시코쿠 도쿠시마역에서 하차, 도보로 10분소요

주변 문화시설 및 관광명소
- 도쿠시마 중앙공원
- 도쿠시마성 박물관 - 하치스카 가문관련 자료 전시
- 오모테고텐 정원 - 일본정원
- 아와오도리 회관 - 아와오도리 관련 자료 및 춤을 감상할 수 있음.
- 신마치가와미즈기와 공원 - 관광유람선이 있음.
- 비잔 공원 - 도쿠시마 시내를 한눈에 바라볼 수 있음.
- 세부 공원 - 일본 벚꽃 명소 100선에 선정된 공원

## 같이 보기
- 하치스카 이에마사
- 이치노미야 성